# لامپ نئون

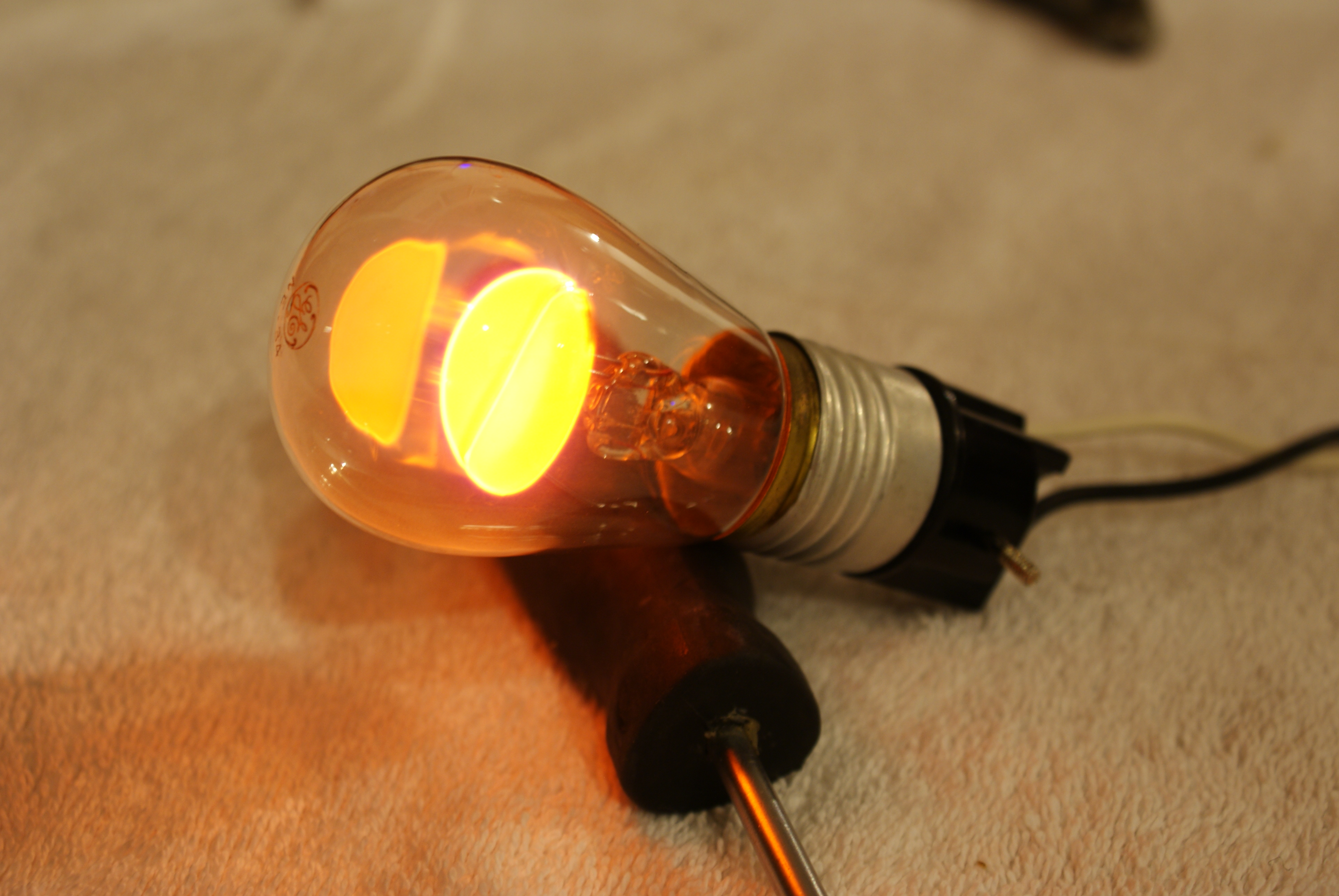
یک لامپ نئون مدل NE-34 ساخت جنرال الکتریک، سال ساخت تقریباً ۱۹۳۰ میلادی است.

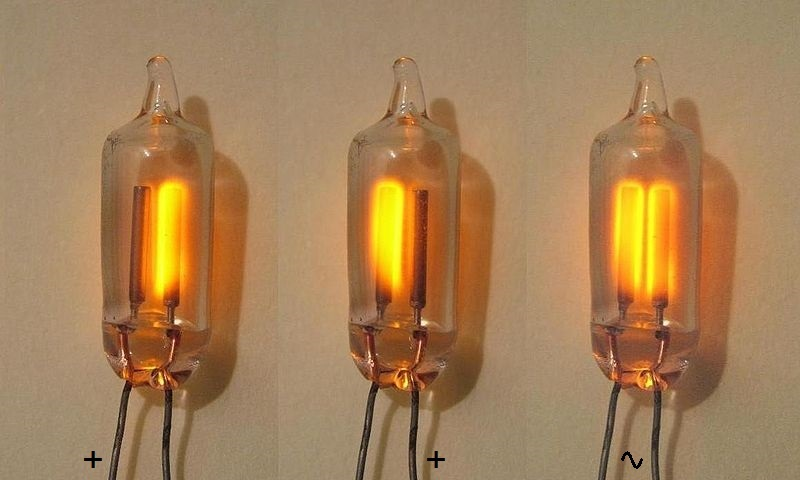
لامپ‌های نئون مدل NE-2 با تغذیهٔ دی‌سی و ای‌سی

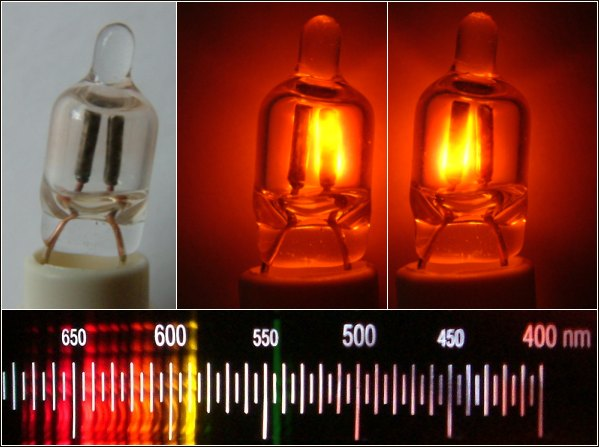
لامپ‌های نئون خاموش و روشن (مدل NE-2) و طیف نوری آن‌ها.

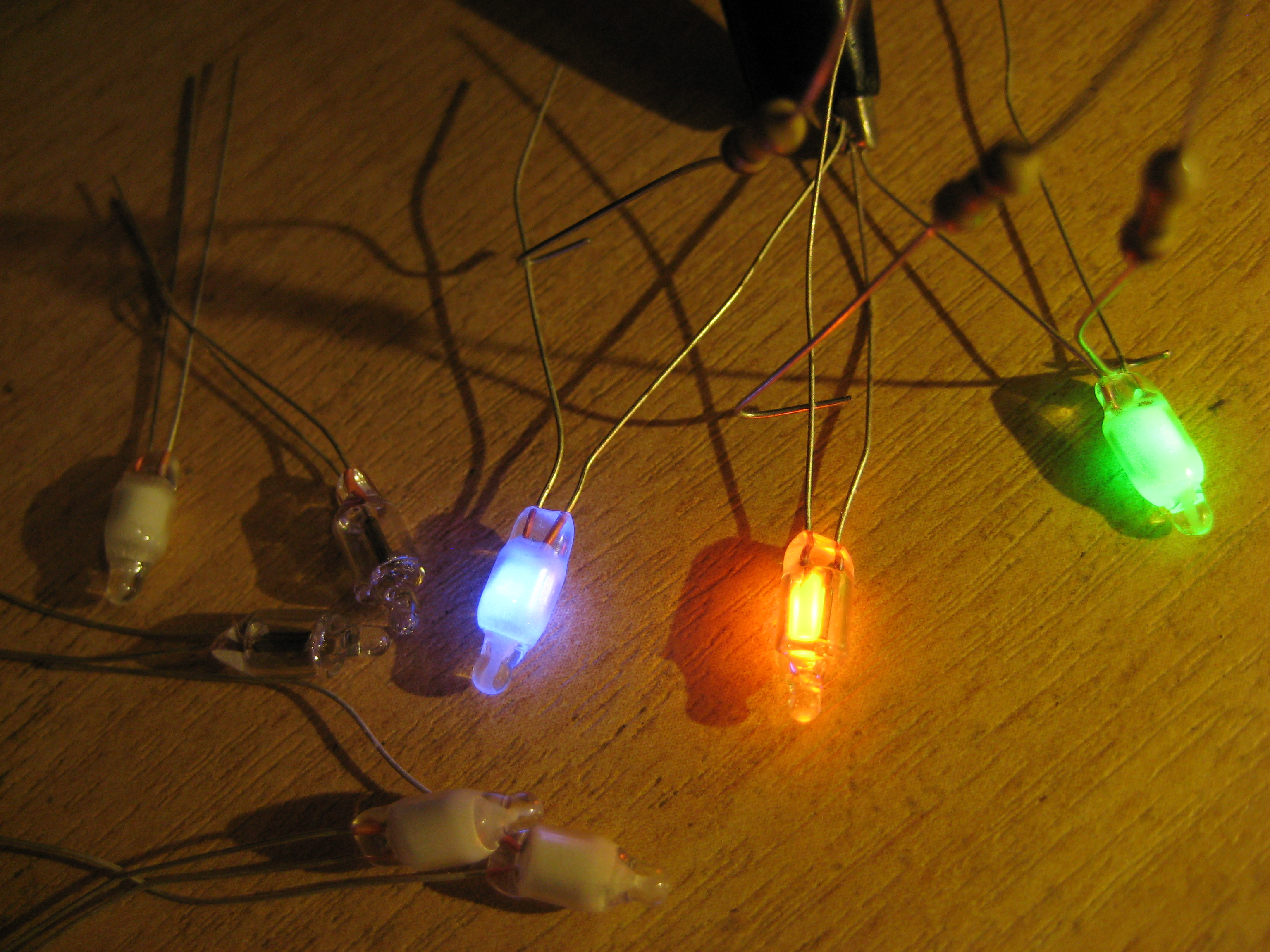
لامپ‌های نئون با رنگ‌بندی به کمک فسفر

لامپ نئون یک نوع لامپ تخلیه در گاز است. گاز نئون این لامپ‌ها پس از یونیزه‌شدن بر اثر جریان الکتریکی، نوری به رنگ قرمز روشن یا، در صورت استفاده از ترکیبات جیوه، آبی روشن تولید می‌کنند. استفاده از این لامپ‌ها برای تابلوهای بیرونی و نشانگرها رایج است.
لامپ‌های نئون را معمولاً به شکل تیوب‌هایی که قرار است در تابلوها یا علائم استفاده شوند می‌سازند. داخل تیوب‌ها از گاز نئون کم‌فشار (یا ترکیبی از گازها برای تولید رنگ‌های دیگر) پر می‌شود. با توجه به کاتد سرد این لامپ‌ها، برای یونیزه‌کردن و روشن نگاه داشتن لامپ نیاز به ولتاژ بالا (بیشینهٔ ۵۰۰۰ ولت نسبت به زمین) می‌باشد و به علت همین ولتاژ بالا نصب آن‌ها نیاز به تخصص و دقت کافی برای جلوگیری از آتش‌سوزی و شوک الکتریکی دارد و تدابیر خاصی برای آن در نظر گرفته می‌شود.
جریان الکتریکی مصرفی لامپ نئون پایین و معمولاً بین ۰٫۱ تا ۱۰ میلیآمپر است. پس از روشن‌شدن لامپ مقاومت گاز آن به شدت تغییر می‌کند که از این خاصیت می‌توان در مدارهای منطقی و کلیدزنی استفاده کرد.